# Klaus Matzel
Klaus Matzel (* 11. Oktober 1923 in Borsdorf; † 8. Februar 1992 in Regensburg) war ein deutscher Germanist und Sprachwissenschaftler.

## Leben
Klaus Matzel studierte an den Universitäten Halle, Leipzig, Jena und Berlin die Fächer Deutsche Philologie, Altphilologie, Slawistik, Vergleichende Indogermanische Sprachwissenschaft und Indologie. Seine Studienzeit wurde durch vier Jahre politischer Haft in Bautzen (DDR) unterbrochen.
Zunächst übernahm er eine Lehrtätigkeit am Gymnasium, war dann Lehrbeauftragter des Faches „Deutsch für Ausländer“ an der Freien Universität Berlin, für zwei  Jahre Lektor für Deutsch an der University of Ceylon in Peradeniya und wissenschaftlicher Assistent an der Universität Würzburg. Seine Habilitation erfolgte im Wintersemester 1967/68 an der Philosophischen Fakultät der Julius-Maximilians-Universität Würzburg. Seit 1968 war er Ordinarius für Deutsche Philologie (Sprachwissenschaft) an der Universität Regensburg, emeritiert am 30. September 1989.
Seine Hauptarbeitsgebiete waren Althochdeutsch, Mittelhochdeutsch, Frühneuhochdeutsch, Neuhochdeutsch, Lautlehre, Morphologie, Lexik, Etymologie, Syntax, Vergleichende germanische Sprachwissenschaft und Indologie.

## Ehrungen
- Ehrenmitglied der Akademie der Wissenschaften von Sri Lanka
- Studia Linguistica et Philologica. Festschrift für Klaus Matzel zum sechzigsten Geburtstag, überreicht von Schülern, Freunden und Kollegen. Hrsg. von Hans-Werner Eroms, Bernhard Gajek, Herbert Kolb. Heidelberg: Carl Winter 1984.

## Schriften
- Dissertation, maschinengeschrieben, vorgelegt 1956: „Die Bibelglossen des clm 22201“. Gutachter: Helmut de Boor und Ingrid Schröbler.
- Habilitationsschrift: „Untersuchungen zur Verfasserschaft, Sprache und Herkunft der althochdeutschen Übersetzungen der Isidor-Sippe“ (Rheinisches Archiv, Band 75). Bonn: Röhrscheid 1970.
- als Hrsg. mit Dietrich Huschenbett, Georg Steer und Norbert Wagner: Medium Aevum deutsch. Beiträge zur deutschen Literatur des hohen und späten Mittelalters. Festschrift für Kurt Ruh zum 65. Geburtstag. Tübingen 1979.
- Einführung in die singhalesische Sprache (= Schriftenreihe des Südasien-Instituts der Universität Heidelberg. Band 5). Otto Harrassowitz, Wiesbaden 1966; 2., verbesserte Auflage 1983; 3., verbesserte Auflage 1987.
- mit Jörg Riecke und Gerhard Zipp: Spätmittelalterlicher deutscher Wortschatz aus Regensburger und mittelbairischen Quellen. Heidelberg 1989 (= Germanische Bibliothek: Reihe 2, Wörterbuch.)

## Werkausgaben und Literatur
- Klaus Matzel, Gesammelte Schriften. Mit einem Geleitwort von Jean-Marie Zemb. Hrsg. von Rosemarie Lühr, Jörg Riecke, Christiane Thim-Mabrey unter Mitarbeit von Brigitte Dangelat, Rupert Hochholzer, Gabriele Knott-Janev, Craig Mabrey, Hans-Ulrich Schmid, Gerhard Zipp (mit einem Schriftenverzeichnis). Heidelberg. Carl Winter 1990.
- Gert Klingenschmitt, Klaus Matzel (Nachruf), in: Regensburger Universitätszeitschrift, 17 Jg., Nr. 4/92 (Juni) S. 17.

| Personendaten    | Personendaten                                 |
| ---------------- | --------------------------------------------- |
| NAME             | Matzel, Klaus                                 |
| KURZBESCHREIBUNG | deutscher Germanist und Sprachwissenschaftler |
| GEBURTSDATUM     | 11. Oktober 1923                              |
| GEBURTSORT       | Borsdorf                                      |
| STERBEDATUM      | 8. Februar 1992                               |
| STERBEORT        | Regensburg                                    |